# تي أر تي 1
تي أر تي 1 (بالتركية: TRT 1)‏ هي أول شبكة تلفزيونية تركية وطنية و أول قناة تم إطلاقها في تركيا مملوكة لمؤسسة الإذاعة والتلفزيون التركية الحكومية. تم إطلاقها في 31 يناير 1968 كإذاعة تجريبية وتم إطلاقها رسميًا في ديسمبر 1971. كانت القناة الوحيدة في تركيا حتى 15 سبتمبر 1986، عندما أطلقت TRT قناتها الثانية تي أر تي 2. كما أنها متوفرة في أذربيجان على التلفزيون الأرضي.

## الهوية على الشاشة
مثل قنوات تي أر تي الأخرى، تبث تي أر تي 1 24 ساعة في اليوم. يبدأ البث بعرض هوية القناة في الساعة 5:58 صباحًا، متبوعةً بقائمة برامج اليوم، ثم يتم تشغيل النشيد الوطني التركي (نشيد الاستقلال).
في يناير 2008، احتفلت تي أر تي بعيدها الأربعين. في ذلك الوقت، كانت تي أر تي تبث معرفات قديمة مع الحفاظ على شعار واستوديو الأخبار الحديث. حيث يتم رؤية معرف جديد للقناة كل يوم. حدث هذا أيضًا في الأعوام 1978 و1988 و1998. في عام 2018، احتفلت القناة بالذكرى الخمسين لتأسيسها.

## أعمال القناة
تي أر تي 1 تبث مجموعة كبيرة من البرامج منها الأخبار والموسيقى والترفيه والدراما والرياضة والتعليم والفنون إلى جانب الإعلانات التجارية.
بثت القناة العديد من المسلسلات المشهورة عالمياً لأول مرة في تركيا في الماضي.
- قيامة أرطغرل
- كوت العمارة
- عاصمة عبدالحميد
- المجهولون
- حلقة
- لا تترك يدي
- الوصال
- فيلينتا مصطفى
- يونس أمره
- القوقاز المنفى الأخير
- شباط
- المنظمة
- فاتح القدس صلاح الدين الأيوبي

بثت قناة تي أر تي 1 البرنامج الأخباري اليوم الثالث والعشرون من 1985 حتى 1992.

1989 إلى 1991
1998 إلى 2001
2001 إلى 2005
2009 إلى 2012
2012 إلى 2021
منذ فبراير 2021
2019 إلى 2021 (يستخدم فقط على وسائل التواصل الاجتماعي)

## وصلات خارجية
- موقع TRT الرسمي (بالتركية)
- جدول بث TRT 1 نسخة محفوظة 12 مايو 2016 على موقع واي باك مشين.
- مشاهدة TRT 1 مباشرة على الانترنت نسخة محفوظة 20 أبريل 2013 على موقع واي باك مشين.
- TRT 1 في LyngSat Address

1. ↑  TV, Live. "TRT 1 Live Streaming (Turkey) | Watch Live TV Free". TRT 1 Live Streaming (Turkey) | Watch Live TV Free (بالإنجليزية). Archived from the original on 2023-09-26. Retrieved 2024-03-17.